# Kerstin Bohman
Kerstin Bohman, född 9 november 1914 i Hudiksvall, död 3 januari 2005 i Stockholm, var en svensk gymnast. Hon tävlade för Sverige vid   sommar-OS 1948.